# La Pulla

La Pulla es un programa colombiano de  periodismo político, satírico y de opinión en YouTube, propiedad del diario nacional El Espectador. Fue creado por María Paulina Baena, Juan Carlos Rincón, Daniel Salgar, Santiago La Rotta y Juan David Torres y es presentado desde 2023 exclusivamente por Juan Carlos Rincón después de la salida de Maria Paulina a final del 2022.

## Historia
El canal de YouTube de La Pulla inició en abril de 2016. En junio de 2016 el programa inició haciendo entrevistas para la revista Semana, María Paulina Baena, la presentadora del programa, dijo que Juan Carlos Rincón, el coordinador de opinión de El Espectador, estaba pensando en hacer un video editorial con “otro tono”; Baena fue contratada por El Espectador luego de recibir un correo que le pedía presentarse en dos cástines. En esa misma entrevista, Baena dijo que ella y su equipo, el cual estaba encabezado por Rincón, pensaron escoger dos nombres para el programa los cuales iban a ser "Los Indignados" o "Los Emputados", pero finalmente eligieron La Pulla, porque según Baena: "ese nombre encajaba con el tono insolente y vehemente que queremos".
En 2016, La Pulla subió un video llamado " Ahora resulta que si hay apagon va a ser culpa nuestra " (Ahora resulta que, si hay un corte de energía [nacional], sería culpa nuestra) en el contexto de "es causado por El Niño". Al ver este video, el gobierno colombiano hizo una respuesta a ese video llamado " La Contrapulla ".
Unos días antes de las elecciones presidenciales de Colombia de 2018, La Pulla realizó un video llamado " Gustavo Petro NO merece ser presidente " . El video fue fuertemente criticado por los seguidores de La Pulla.  Una de las críticas más notorias a este video la hizo la youtuber colombiana Lalis Smile, quien inició el video diciendo que "Cuando [La Pulla] dice que [Petro] es un déspota, egoísta y más, solo está hablando de sus intereses personales. Yo he visto a Gustavo abrazando a indígenas, niños, recicladores. No creo que en ningún momento haya estado actuando como un déspota, o golpeando a alguien".
El 6 de diciembre de 2018, Santiago Rivas Camargo, quien era el locutor del programa Los Puros Criollos (programa iniciado en 2007 siendo transmitido por el canal de Señal Colombia) realizó un video con La Pulla llamado "ÚLTIMA HORA: La ley que van a aprobar a escondidas" donde criticaron la ley TIC, una ley pública que afirmaron que “terminaría con la televisión pública en Colombia”. Pocas horas después de que La Pulla publicara el video, Rivas informó en su Twitter que Juan Pablo Bieri, el Gerente Comercial de RTVC (operador de Señal Colombia) en ese entonces, decidió cancelar a Los Puros Criollos de Señal Colombia . Esta decisión fue interpretada (por parte de los seguidores de Los Puros Criollos y de La Pulla) como "una forma de censurar a Rivas como castigo por participar en el video de La Pulla ". Después de la polémica ocurrida en enero de 2019, Bieri renunció a su cargo de gerente comercial de RTVC; la renuncia fue aceptada por el presidente de Colombia, Iván Duque, el 1 de febrero de 2019.
En 2020, La Pulla subió un video patrocinado por Carros más Seguros llamado "¡CUIDADO! Nos están vendiendo carros peligrosos " donde mencionaban que el modelo Mazda 2 recién vendido en Colombia (siendo este modelo uno de los diez modelos más vendidos en el país) no cumplía con los más mínimos estándares mundiales de seguridad para autos, ya que los estándares de seguridad en Colombia son mucho menores que los estándares de seguridad generales a nivel global. Nobuyuki Sato (presidente de Mazda Colombia) le envió una carta de disculpas a La Pulla. En la carta especificó que el modelo Mazda 2 que se mostró en el video se vendió en México y no en Colombia. En respuesta a esta carta, La Pulla cambió la descripción del video dando disculpas y aclarando que el modelo Mazda 2 que se mostró en el video no se vendió en Colombia, sino en México.Un par de días después, la empresa respondió la disculpa de La Pulla afirmando que “la seguridad de las personas es una prioridad para Mazda en Colombia”, mostrando los datos técnicos del modelo Mazda 2 en Colombia.
En marzo de 2021, el entonces alcalde de Cali, Jorge Iván Ospina, hizo múltiples acusaciones contra el programa en su cuenta de Twitter después de que La Pulla publicara un video donde criticaban su gestión como alcalde, Ospina dijo que no vio el video antes de escribir estas acusaciones, pero aun así no lo vería. De forma explícita dijo en un tuit que "No voy a ver la tal #Pulla por mi salud mental. Sé lo que soy, lo que represento y mi compromiso por la vida y la gestión de Cali. Pero si creo que la mejor manera de superar los odios y las indelicadezas de la política de mala calidad es a través del resultado".

## Recepción
Daniela Cristancho Serrano quien en ese momento era periodista de Directo Bogotá, revista de la Pontificia Universidad Javeriana, dijo que La Pulla “usa lenguaje coloquial, ironía y dramatización (en sus videos)” y dijo que el equipo del programa es “irreverente”.
El programa, sin embargo, ha sido fuertemente criticado en las redes sociales. En un artículo publicado en abril de 2017 por Nathalia Acero en la sección El librepensador del sitio web de la Universidad Externado de Colombia denominado “Lo malo, lo bueno y lo bien feo de La Pulla”, afirma:

There are some users on social media whose argument is that La Pulla is not a good journalism; they underline that the way María Paulina Baena expresses herself not just deviates from the standards of "good" journalism, but also just "screams out" the news, and does not just tells it.

A pesar de las críticas, el canal de YouTube de La Pulla tiene una gran popularidad, con más de 1,3 millones de suscriptores y alrededor de 203 millones de visitas en total (hasta abril de 2025).

### Premios
- (2016) Premio Nacional de Periodismo Simón Bolívar para Opinión y análisis en televisión .[19]
- (2023) Premio Nacional de Periodismo Simón Bolívar para Opinión y análisis en video [20]
- (2024) Premio Nacional de Periodismo Simón Bolívar para Opinión y análisis en video.[21]